# Angelos (película de 1982)
Angelos (en griego, Άγγελος) es una película dramática griega de 1982 dirigida por Giorgos Katakouzinos. La película fue seleccionada como la entrada griega a la Mejor Película en Lengua Extranjera en los 55.ª edición de los Premios Óscar, pero no fue nominada.

## Sinopsis
Un joven gay en Atenas, Angelos, mantiene su identidad sexual en secreto de su familia. Se enamora de un marinero rudo, Mihalis, y se muda con él. Mihalis convence a Angelos para que se vista de travestido y trabaje en un rincón con otros travestis. Con el dinero, Mihalis compra una motocicleta elegante y pasa el rato en bares. 
De día, Angelos está en el ejército; por la noche, es una prostituta. En Navidad, visita a su abuela y se entera de que tanto ella como su madre también eran prostitutas. Se produce una crisis cuando los vecinos golpean a Angelos: informan a su familia, el ejército lo da de baja y su padre se vuelve loco. Entonces Mihalis quiere que Angelos se vaya.

## Reparto
- Michalis Maniatis como Angelos
- Dionysis Xanthos como Mihalis
- Katerina Helmy como La madre de Angelos
- Vasilis Tsaglos como El padre de Angelos
- Giorgos Bartis como Exnovio de Angelos
- Maria Alkeou como La abuela de Angelos